# Амеріко Тесорієре
Амеріко Мігель Тесорієре (ісп. Américo Miguel Tesoriere, нар. 18 березня 1899 — пом. 30 грудня 1977) — аргентинський футболіст, що грав на позиції воротаря. Найбільш відомий за виступами в складі клубу «Бока Хуніорс», та у складі національної збірної Аргентини, у складі якої двічі ставав переможцем чемпіонату Південної Америки. Одночасно став також переможцем чемпіонату Південної Америки як тренер.

## Футбольна кар'єра
Амеріко Тесорієре розпочав виступи на футбольних полях у складі клубу «Бока Хуніорс» у 1916 році, та швидко став основним воротарем клубу, у складі клубу ставав чемпіоном країни у 1919 і 1920 роках. У 1921 році футболіст деякий час грав у складі клубу «Спортіво-дель-Норте», утім у цьому ж році повернувся до «Бока Хуніорс», де грав до 1929 року, та ще тричі ставав чемпіоном країни.
З 1919 року Амеріко Тесорієре грав також у складі національної збірної Аргентини. У складі збірної футболіст брав участь у 6 розіграшах чемпіонату Південної Америки. У складі збірної Тесорієре двічі ставав чемпіоном континенту, прричому в 1925 році він одночасно був і головним тренером збірної. Двічі, в 1921 і 1924 роках, він не пропустив на чемпіонатах Південної Америки жодного м'яча в свої ворота.
Після завершення виступів на футбольних полях Амеріко Тесорієре тривалий час працював у клубі «Бока Хуніорс». Помер колишній воротар 30 грудня 1977 року.

## Титули
- Чемпіон Аргентини: 1919, 1920, 1923, 1924, 1926
- Чемпіон Південної Америки (2): 1921, 1925